# جوزيف تيت
جوزيف تيت هو سياسي كندي، ولد في 21 أكتوبر 1839 في كيركيدبرايتشيري في المملكة المتحدة، وتوفي في 18 مارس 1911 في تورونتو في كندا. نشط حزبياً في الحزب الليبرالي في أونتاريو ‏. وقد انتخب عضو برلمان مقاطعة أونتاريو ‏.